# Waterviolier
Waterviolier (Hottonia palustris) is een plant met ondergedoken bladeren die voorkomt in ondiepe wateren. De soort is een indicator voor kwel en verdraagt veel schaduw. De waterviolier is de enige Nederlandse vertegenwoordiger van het geslacht Hottonia, dat wereldwijd nog één andere soort telt: Hottonia inflata uit Noord-Amerika. Het geslacht is vernoemd naar Pieter Hotton (1648-1709), Leids hoogleraar en de voorganger van Boerhaave.

## Beschrijving
De planten van de waterviolier hebben lange wortels die in de onderwaterbodem zijn gegroeid.
De bladeren van de soort zijn kamvormig en veerdelig, met lijnvormige slippen. Ze vormen onderwater een rozet. De bladloze bloeistengel kan 20-60 cm lang zijn. Het gedeelte dat boven water uitsteekt, de bloemstelen en de kelk zijn klierachtig behaard. De bloemkroon is bleek lila tot wit, met een dooiergele keel. De doosvruchten gaan met vijf lengtespleten open. De plant is tweezaadlobbig.

## Verspreiding
Waterviolier komt voor van Midden-Engeland en Zuidwest-Frankrijk, via Midden-Europa tot in Oost-Europa. De plant is een bewoner van mesotrofe wateren in laagvlaktes. In Nederland plaatselijk algemeen in het laagveen- en rivierengebied en op de hogere zandgronden. De plant verdraagt geen zout en is daarom uit delen van Holland waar het water door polderbemaling en het onttrekken van zoet water voor de drinkwatervoorziening licht brak is geworden verdwenen. In Vlaanderen is de plant vrij algemeen in de Kempen en in de Zand- en Zandleemstreek.

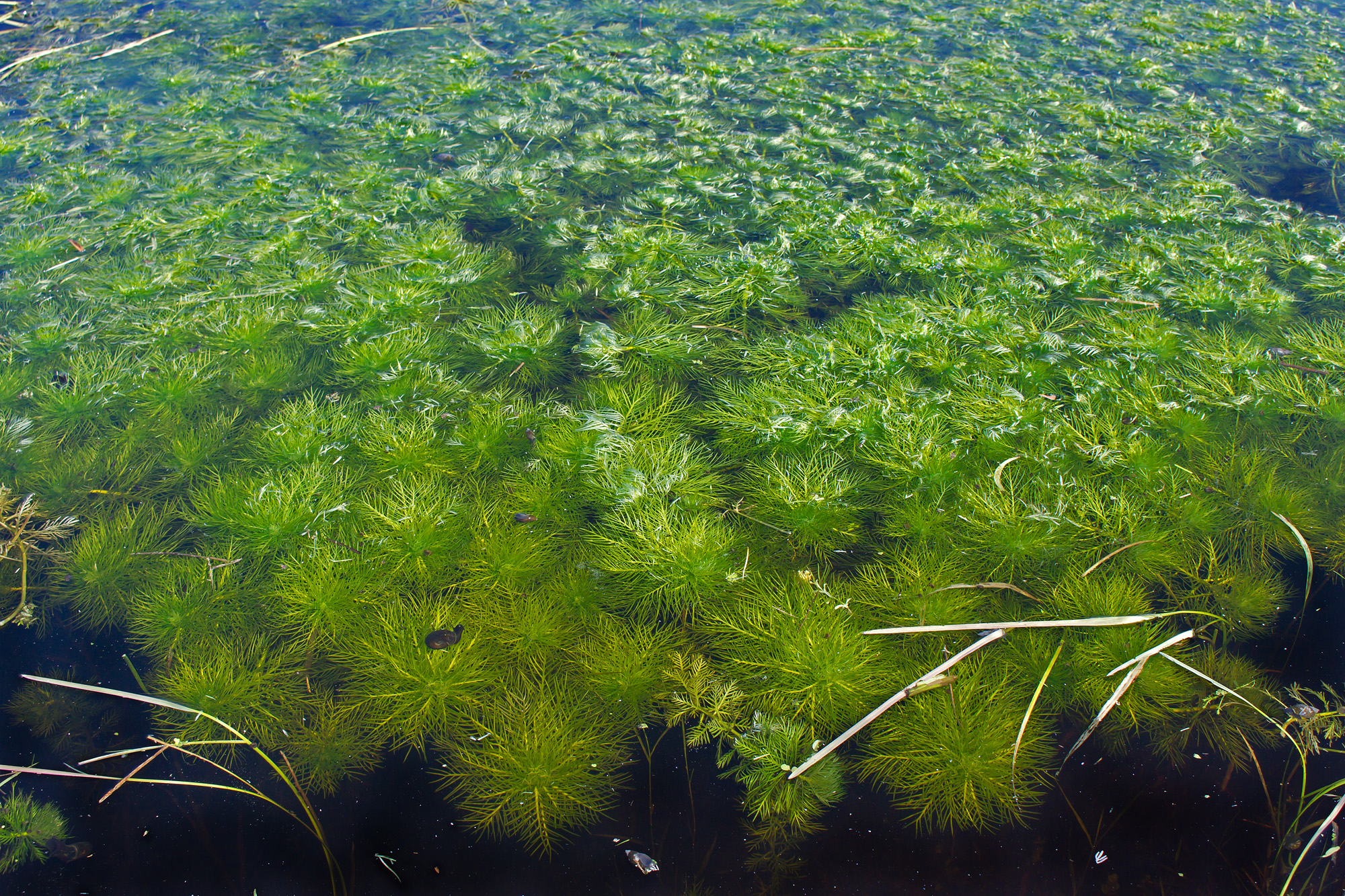
Ondergedoken planten

Hottonia inflata · 
Hottonia palustris (Waterviolier)